# São Brás (Amadora)
São Brás ist eine Gemeinde (Freguesia) im portugiesischen Kreis Amadora. In ihr leben 26.224 Einwohner (Stand 30. Juni 2011).